# Kaarlo Vähämäki
Karl Gustaf "Kaarlo" Vähämäki, född 30 maj 1892, död 1 januari 1984, var en finländsk gymnast.
Vähämäki tävlade för Finland vid olympiska sommarspelen 1912 i Stockholm, där han var med och tog silver i lagtävlingen i fritt system. 